# Herman Gordijn
Hermanus Gerardus (Herman) Gordijn (Den Haag, 16 mei 1932 – Terschuur, 25 mei 2017) was een Nederlandse kunstschilder en graficus. Zijn werk wordt gerekend tot het lyrisch realisme.

## Leven en werk
Van 1950 tot 1955 volgde hij een opleiding aan de Koninklijke Academie van Beeldende Kunsten en aan de Vrije Academie te Den Haag. In 1960 vestigde hij zich in Amsterdam. In de jaren 60 en 70 was hij naast schilder en graficus ook zeer productief als decor- en kostuumontwerper voor toneelgezelschappen. Van 1969 tot 1987 was hij docent aan de Gerrit Rietveld Academie in Amsterdam. In 1984 vestigde hij zich in een zelfgebouwd atelier in Terschuur (in de gemeente Barneveld).
Gordijn werd ook bekend door zijn monumentale portretten in opdracht, zoals van koningin Beatrix, burgemeester Ivo Samkalden, de actrice Charlotte Köhler en de acteur Ton Lutz.
In 2014 werd hij Ridder in de Orde van de Nederlandse Leeuw.
Over zijn werk verschenen meerdere (televisie)documentaires en boeken.